# Hjukensjön
Hjukensjön är en sjö i Vindelns kommun i Västerbotten och ingår i Umeälvens huvudavrinningsområde. Sjön har en area på 3,85 kvadratkilometer och ligger 215,2 meter över havet. Sjön avvattnas av vattendraget Åman. Vid provfiske har bland annat abborre, gers, gädda och mört fångats i sjön.
Genom sjön går en rullstensås som är en del av Vindelälvsåsen. Hjukensjön öster om åsen kallas för Bastuträsket.

## Delavrinningsområde
Hjukensjön ingår i det delavrinningsområde (716500-167350) som SMHI kallar för Utloppet av Hjukensjön. Medelhöjden är 243 meter över havet och ytan är 21,06 kvadratkilometer. Räknas de 69 avrinningsområdena uppströms in blir den ackumulerade arean 768,78 kvadratkilometer. Åman som avvattnar avrinningsområdet har biflödesordning 3, vilket innebär att vattnet flödar genom totalt 3 vattendrag innan det når havet efter 145 kilometer. Avrinningsområdet består mestadels av skog (67 procent). Avrinningsområdet har 3,83 kvadratkilometer vattenytor vilket ger det en sjöprocent på 18,3 procent.

## Fisk
Vid provfiske har följande fisk fångats i sjön:
- Abborre
- Gärs
- Gädda
- Mört
- Sik
- Siklöja